# Whitchurch Hockey Club
Der Whitchurch Hockey Club ist ein 1949 gegründeter Hockey-Verein in der walisischen Hauptstadt Cardiff. Der ganz in Königsblau spielende Verein ist mit acht Herrenmannschaften, fünf Damenteams und neun Jugendmannschaften zusammen mit dem Schwesterklub Whitchurch Saints Ladies Hockey Club der größte in Wales. Das Herrenteam ist neben dem Lokalrivalen Cardiff & UWIC Hockey Club eins von zwei walisischen Mannschaften, die im englischen Ligasystem eingegliedert sind. Sie spielen in der zweitklassigen Conference West. Gleichzeitig wird aber auch an Wettbewerben in Wales teilgenommen. So vertritt der Verein Wales 2013 bei der Euro Hockey Challenge I. Anfangs spielte Whitchurch im Caedellyn Park, dann in St. Fagans und heutzutage auf dem Kunstrasenplatz an der Whitchurch High School.

## Erfolge
(seit 2001)
Herren
- Euro Hockey Challenge I: 2009, 2013
- Euro Hockey Challenge II: 2018
- EuroHockey Club Champions Challenge: 2003
- Welsh Premiership / EuroHockey Qualifying Tournament: 2001, 2003, 2008, 2010, 2012
- Welsh Cup: 2001, 2004, 2005, 2008, 2009, 2010
- 2nd Xl Cup: 2001, 2002, 2004, 2005, 2006, 2008, 2010, 2012
- Walisischer Hallenmeister: 2005, 2010, 2011, 2013

Damen
- Welsh Shield: 2003, 2009, 2010

## Weblink
- Offizielle Vereinsseite des Clubs

Koordinaten: 51° 30′ 52″ N, 3° 12′ 55″ W